# Outside (Calvin Harris)
Outside è un singolo del DJ britannico Calvin Harris, pubblicato il 20 ottobre 2014 come quarto estratto dal quarto album in studio Motion.
Il singolo ha visto la collaborazione della cantante britannica Ellie Goulding.

## Video musicale
Il video musicale è stato diretto da Emil Nava ed è stato girato a Los Angeles. Il video mostra due coppie parallele alle prese con la fine delle proprie relazioni portate all'estremo con lotte, urla e lancio di stoviglie. Harris e Goulding sono i destinatari delle vessazioni dei rispettivi partner. Per la maggior parte del video Goulding canta direttamente alla telecamera di fronte ad una casa. Prima del ritornello finale Ellie Goulding viene sospesa per aria da un'energia invisibile. Il video termina con Goulding e Harris in casa assieme in mezzo ad oggetti sospesi per aria.

## Tracce
CD singolo
1. Outside (feat. Ellie Goulding) – 3:47
2. Ecstasy (feat. Hurts) – 3:42

Download digitale
1. Outside (feat. Ellie Goulding) – 3:47

## Classifiche
| Classifica (2014) | Posizione massima |
| ----------------- | ----------------- |
| Australia         | 7                 |
| Austria           | 3                 |
| Belgio (Fiandre)  | 8                 |
| Belgio (Vallonia) | 8                 |
| Canada            | 10                |
| Danimarca         | 5                 |
| Finlandia         | 1                 |
| Francia           | 19                |
| Germania          | 1                 |
| Irlanda           | 5                 |
| Italia            | 14                |
| Lussemburgo       | 2                 |
| Norvegia          | 3                 |
| Nuova Zelanda     | 7                 |
| Paesi Bassi       | 8                 |
| Regno Unito       | 6                 |
| Spagna            | 10                |
| Stati Uniti       | 29                |
| Svezia            | 3                 |
| Svizzera          | 5                 |